# Fara v Mcelách
Fara se nachází na čp. 20 v obci Mcely v okrese Nymburk, v bezprostřední blízkosti tamějšího kostela svatého Václava. Založena byla již v 16. století a následně barokně přestavěna. Od 31. prosince 1965 je kulturní památkou.

## Historie a popis
Jedná se o patrovou zděnou budovu, jejíž dějiny sahají do 16. století a která poté prošla barokní přestavbou. Má obdélný půdorys a vstup do ní je řešen pískovcovým portálem na jižní straně. Přízemní vstupní chodba s křížovou a valenou klenbou protíná střed budovy. I ostatní místností v přízemí jsou sklenuty buď valenou, případně křížovou klenbou nebo plackou. V severovýchodní části budovy se nachází dřevěné schodiště s profilací vedoucí jak do patra tak do sklepa s cihlovými klenbami. Pod schody je umístěna toaleta. Schody ústí do haly v patře, kde se nachází strop s fabionem.
Fasáda fary, jejíž nároží jsou v ustoupení seříznuta, je členěna soklem a podstřešní římsou. Rizalit budovy, jenž je v patře trojený, má vykrojená nároží. Na rizalitu se nachází starší zazděná okna. Střecha budovy je mansardová a krytá bobrovkami. Na východní a západní straně jsou umístěny menší vikýřky z plechu.
Roku 2000 došlo k opravě fasády.